# Jesus Chrysler Suicide
Jesus Chrysler Suicide – polska grupa muzyczna, założona w 1991 roku w Rzeszowie. Jej założycielami byli: Tomasz "Szamot" Rzeszutek - śpiew, gitara basowa, Dariusz Chudzik - perkusja, Piotr "Teslaf" Urbanek - gitara, Sławomir "Dżabi" Leniart - gitara. Grupa charakteryzuje się bardzo oryginalnym stylem wiążącym w sobie elementy punk rocka, hardcore'u, thrash metalu, industrialu a także nu metalu.

## Muzycy

### Obecny skład zespołu
- Tomasz "Szamot" Rzeszutek - śpiew, gitara
- Robert "Pingwin" Grubman - gitara
- Marcin "Baran" Barański - gitara basowa
- Marcin "Cinek" Jasiewicz - gitara
- Michał "Balon" Balogh - perkusja
- Grzegorz "Yagas" Łagodziński - sampler, śpiew

### Byli członkowie zespołu
- Dominik Dąbrowski - perkusja
- Jerzy "Diabeł" Tomczyk - gitara
- Piotrek "Teslaf" Urbanek - gitara ("Romp", "Schizovirus 0")
- Sławek "Dżabi" Leniart - gitara ("Romp", "Schizovirus 0", "Remixed By 2.47", "Eso Es")
- Dariusz Chudzik - perkusja ("Romp")
- Mariusz "Marian" Dziedzic - perkusja ("Schizovirus 0")
- Bodek Pezda - instrumenty klawiszowe, śpiew ("Romp", "Schizovirus 0", "Remixed By 2.47")
- Grzegorz "Greg Crack" Joachimowicz - instrumenty klawiszowe, głos ("Schizovirus 0", "Eso Es")
- Valdi Rzeszut - gitara ("Eso Es")
- Marcin "Kejsi" Blicharz - gitara basowa
- Maciej Owczarek - bas ("Eso Es")
- Krzysztof Żurad - perkusja ("Eso Es", "Rhesus Admirabilis", ,,The Rest Of,,)

## Dyskografia

### Albumy studyjne
- Romp (1993)
- Shizovirus 0 (1995)
- Remixed By 2.47 (1998)
- Eso Es (1999)
- Rhesus Admirabilis (2006)
- The Rest Of (2008)
- Wybaczam wam wszystko (2016)

### Single i EP'ki
- Lola wita was (1999)

### Kompilacje
- The Witcher (2007)
- The Rest Of (2008)